# Zeravschania regeliana
Zeravschania regeliana är en flockblommig växtart som beskrevs av Jevgenij Korovin. Zeravschania regeliana ingår i släktet Zeravschania och familjen flockblommiga växter. Inga underarter finns listade i Catalogue of Life.